# ケルン

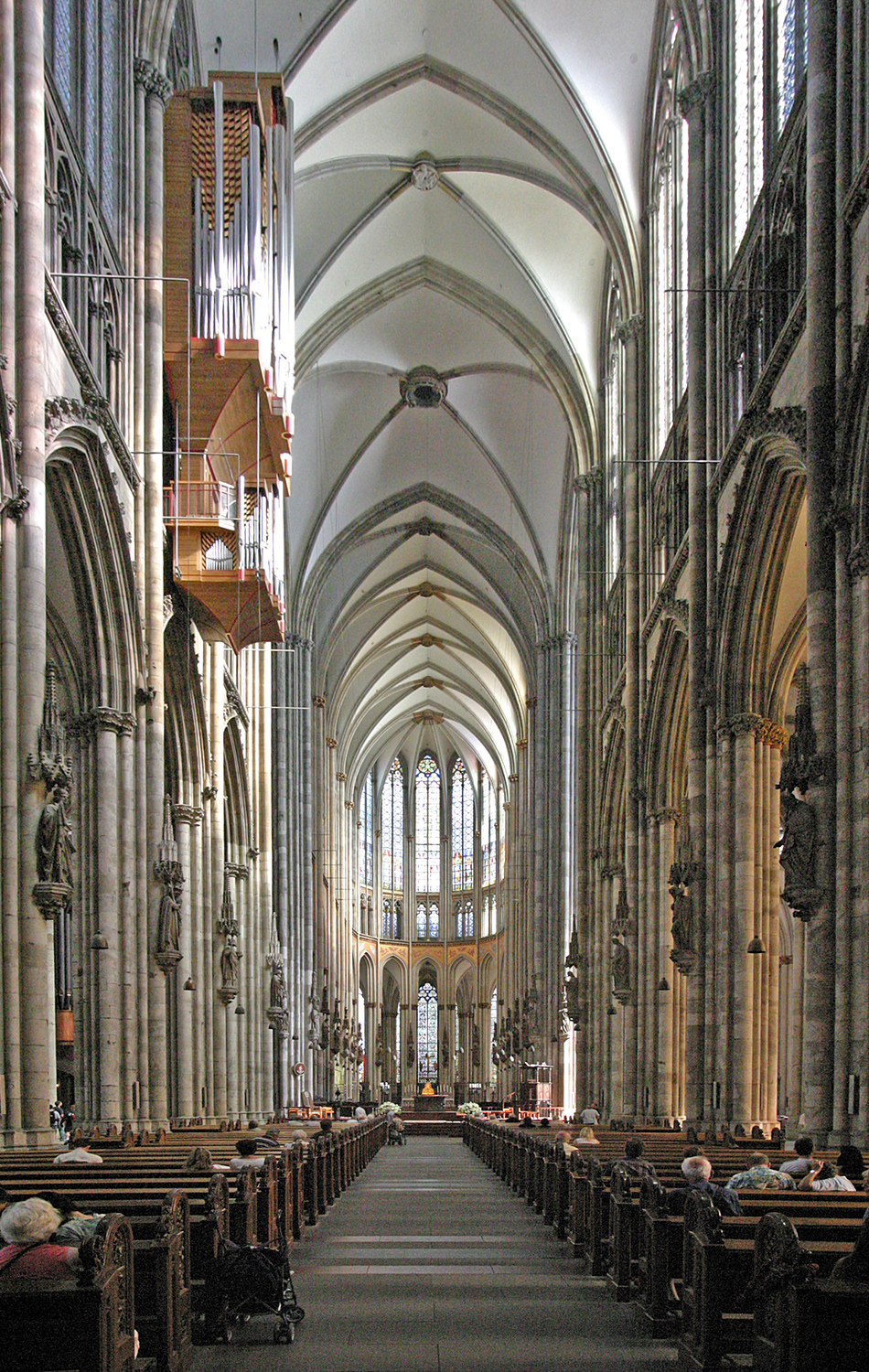
ケルン大聖堂内部

ケルン（ドイツ語: Köln [kœln] ( 音声ファイル)、ケルン語: Kölle [ˈkœɫə] ( 音声ファイル)、フランス語・英語: Cologne フランス語発音: [kɔlɔɲ] 英語発音: [kəˈloʊn] ( 音声ファイル)）は、ドイツ連邦共和国ノルトライン＝ヴェストファーレン州の都市。人口は約109万人で、ドイツではベルリン、ハンブルク、ミュンヘンに次いで4番目に人口が多い都市である。近隣のドルトムントやエッセン、デュッセルドルフと1,000万人以上が住む大都市圏ライン＝ルール大都市圏を形成している。
ケルン市街地はライン川の両岸にまたがる。市内にはケルン大聖堂 (Kölner Dom) があり、カトリック教会のケルン大司教の拠点がある。ケルン大学(Universität zu Köln) は欧州でも最古で最大の大学の1つである。

## 概要
ケルンは1世紀にローマのコロニアとしてウビイの領域に創建された。ゲルマニア・インフェリオルの州都として462年にフランク王国によって占領されるまで、地域の軍の司令部が置かれていた。中世、東西ヨーロッパを結ぶ重要な交易路の一つとして繁栄した。ケルンはハンザ同盟の主要なメンバーの一員で、中世やルネサンス期にはアルプス以北では最大の都市であった。
第二次世界大戦まで、ケルンは他にもフランスやまたイギリスの支配を幾度か経験している。第二次世界大戦中、ドイツの都市の中でも最も多くの空襲を受けた都市の一つでイギリス空軍（RAF）によって34,711トンの爆弾が都市に落とされた。この空襲の影響でケルンの人口は主に住民の避難によって95%減少し、市街のほとんどが破壊された。出来るだけ多くの歴史的建築物を復元することを意図して、再建の結果として非常に混じり合った独特の都市景観を呈している。
ケルンはラインラントの主要な文化の中心で、30以上の博物館と100以上の美術館を擁している。古代ローマの遺跡から、現代の絵画や彫刻など展示も幅広い。ケルンメッセではアートケルンやimmケルン、ゲームズコム、フォトキナなど多くの見本市が開催されている。
ケルンはまた、マインツ、デュッセルドルフとともにカーニヴァルを盛大に祝う都市としても有名である。老ゲーテはケルンのカーニヴァルへの招待に応じられなかったが、陽気な詩『ケルンの仮装行列　1825年謝肉祭』（Der Cölner Mummenschanz Fastnacht 1825）を献呈している。

## 地理
ライン川の河畔に位置しており、古代以来陸上、水上交通の要衝である。重工業が発展する一方で、オーデコロンの生産地でもある。近隣の都市としては、約25キロ南にボン、10キロ北にレーヴァークーゼン、35キロ北にデュッセルドルフが位置する。空港はケルン・ボン空港を西ドイツの首都だったボンと共用している。

### 気候
ケッペンの気候区分では西岸海洋性気候（Cfb）に属する。
| ケルン・ボン空港（1981-2010年、極値1981年-）の気候 | ケルン・ボン空港（1981-2010年、極値1981年-）の気候 | ケルン・ボン空港（1981-2010年、極値1981年-）の気候 | ケルン・ボン空港（1981-2010年、極値1981年-）の気候 | ケルン・ボン空港（1981-2010年、極値1981年-）の気候 | ケルン・ボン空港（1981-2010年、極値1981年-）の気候 | ケルン・ボン空港（1981-2010年、極値1981年-）の気候 | ケルン・ボン空港（1981-2010年、極値1981年-）の気候 | ケルン・ボン空港（1981-2010年、極値1981年-）の気候 | ケルン・ボン空港（1981-2010年、極値1981年-）の気候 | ケルン・ボン空港（1981-2010年、極値1981年-）の気候 | ケルン・ボン空港（1981-2010年、極値1981年-）の気候 | ケルン・ボン空港（1981-2010年、極値1981年-）の気候 | ケルン・ボン空港（1981-2010年、極値1981年-）の気候 |
| 月                                                 | 1月                                                | 2月                                                | 3月                                                | 4月                                                | 5月                                                | 6月                                                | 7月                                                | 8月                                                | 9月                                                | 10月                                               | 11月                                               | 12月                                               | 年                                                 |
| -------------------------------------------------- | -------------------------------------------------- | -------------------------------------------------- | -------------------------------------------------- | -------------------------------------------------- | -------------------------------------------------- | -------------------------------------------------- | -------------------------------------------------- | -------------------------------------------------- | -------------------------------------------------- | -------------------------------------------------- | -------------------------------------------------- | -------------------------------------------------- | -------------------------------------------------- |
| 最高気温記録 °C （°F）                             | 16.2 (61.2)                                        | 20.7 (69.3)                                        | 25.0 (77)                                          | 29.0 (84.2)                                        | 34.4 (93.9)                                        | 36.8 (98.2)                                        | 37.3 (99.1)                                        | 38.8 (101.8)                                       | 33.1 (91.6)                                        | 27.6 (81.7)                                        | 20.2 (68.4)                                        | 16.6 (61.9)                                        | 38.8 (101.8)                                       |
| 平均最高気温 °C （°F）                             | 5.4 (41.7)                                         | 6.7 (44.1)                                         | 10.9 (51.6)                                        | 15.1 (59.2)                                        | 19.3 (66.7)                                        | 21.9 (71.4)                                        | 24.4 (75.9)                                        | 24.0 (75.2)                                        | 19.9 (67.8)                                        | 15.1 (59.2)                                        | 9.5 (49.1)                                         | 5.9 (42.6)                                         | 14.8 (58.6)                                        |
| 日平均気温 °C （°F）                               | 2.6 (36.7)                                         | 2.9 (37.2)                                         | 6.3 (43.3)                                         | 9.7 (49.5)                                         | 14.0 (57.2)                                        | 16.6 (61.9)                                        | 18.8 (65.8)                                        | 18.1 (64.6)                                        | 14.5 (58.1)                                        | 10.6 (51.1)                                        | 6.3 (43.3)                                         | 3.3 (37.9)                                         | 10.3 (50.5)                                        |
| 平均最低気温 °C （°F）                             | −0.6 (30.9)                                        | −0.7 (30.7)                                        | 2.0 (35.6)                                         | 4.2 (39.6)                                         | 8.1 (46.6)                                         | 11.0 (51.8)                                        | 13.2 (55.8)                                        | 12.6 (54.7)                                        | 9.8 (49.6)                                         | 6.7 (44.1)                                         | 3.1 (37.6)                                         | 0.4 (32.7)                                         | 5.8 (42.4)                                         |
| 最低気温記録 °C （°F）                             | −23.4 (−10.1)                                      | −19.2 (−2.6)                                       | −12.0 (10.4)                                       | −8.8 (16.2)                                        | −2.2 (28)                                          | 1.4 (34.5)                                         | 2.9 (37.2)                                         | 1.9 (35.4)                                         | 0.2 (32.4)                                         | −6.0 (21.2)                                        | −10.4 (13.3)                                       | −16.0 (3.2)                                        | −23.4 (−10.1)                                      |
| 降水量 mm （inch）                                 | 62.1 (2.445)                                       | 54.2 (2.134)                                       | 64.6 (2.543)                                       | 53.9 (2.122)                                       | 72.2 (2.843)                                       | 90.7 (3.571)                                       | 85.8 (3.378)                                       | 75.0 (2.953)                                       | 74.9 (2.949)                                       | 67.1 (2.642)                                       | 67.0 (2.638)                                       | 71.1 (2.799)                                       | 838.6 (33.016)                                     |
| 平均月間日照時間                                   | 54.0                                               | 78.8                                               | 120.3                                              | 167.2                                              | 193.0                                              | 193.6                                              | 209.7                                              | 194.2                                              | 141.5                                              | 109.2                                              | 60.7                                               | 45.3                                               | 1,567.5                                            |
| 出典：Data derived from Deutscher Wetterdienst     |                                                    |                                                    |                                                    |                                                    |                                                    |                                                    |                                                    |                                                    |                                                    |                                                    |                                                    |                                                    |                                                    |

## 歴史

### 古代
紀元前39年、ローマとの合意に基づき、親ローマのゲルマニア人部族ウビイイ族がライン川の西岸に入植した。その入植地オッピドゥム・ウビオールム（ラテン語: Oppidum Ubiorum, ウビイイ人の町）またはアラ・ウビオールム（ラテン語: Ara Ubiorum）は、ローマ軍宿営地となり、ゲルマニア州におけるローマの拠点となった。
紀元50年、皇帝クラウディウスの妻アグリッピナは、自分の出生地オッピドゥム・ウビオールムをローマ植民市（コロニア）に格上げするよう、要望した。こうしてコロニア・クラウディア・アラ・アグリッピネンシス（ラテン語: Colonia Claudia Ara Agrippinensium）またはコロニア・アグリッピネンシス（ラテン語: Colonia Agrippinensis）がおかれた。後にこの地名はアグリッピネンシスの部分は省略されるようになりコロニアと呼ばれ現名の語源となった。
アウグスタ・トレヴェロールム（ラテン語: Augusta Treverorum、現トリーア）に次ぎ、ローマ帝国のゲルマニア支配の拠点として重要な地位を占めたケルンには、多くのローマ遺跡が見られる。80年には水道橋が建設された。1世紀末には、アグリッピネンシスは属州下ゲルマニアの首都となった。「1世紀の半ば、下ゲルマーニアの中心地であるケルンでは芸術陶器の製造が、同世紀の末にはテラコッタの製造が始まる」（エネン）。同じく1世紀まで遡るガラス工業の分野では、2世紀末に香水の瓶が製造されている。長糸ガラス製造では、豪華な長糸ガラス台のついた、取っ手付きの大きなグラスも製造された。3・4世紀には優れた研磨ガラス製品も生まれている。「現存する網状穿孔ガラスの中で最も美しいものが4世紀初期のある墓の中で発見された」（エネン）。この当時の人口は4万5千人ほどであった。
355年から、サリー・フランク族（フランク族に属するサリ族）が10年の間ケルンを包囲した。455年リプアリウス・フランク族は最終的にケルンを落とし、これを首都とした。481年、クローヴィス1世がフランク族を統一し、メロヴィング朝フランク王国が成立、首都はトゥルナカム（ラテン語: Tornacum, 現トゥルネー）。フランク王国 メロヴィング朝においてケルンは、「王の居所として際立った都市」の一つであり、その場合、ローマの軍団本営プレトリウム（Praetorium）が利用された。

### 中世

30年戦争でスウェーデン軍の攻撃を受ける

ローマからはキリスト教も早くから伝播した。ケルンには4世紀（313年？） に司教座がおかれ、のち8世紀末には大司教座が置かれることとなる。6世紀末から13世紀末までケルン司教（ケルン大司教）はフランク王国・東フランク王国・神聖ローマ帝国の宮廷と密接な関係を維持した 。
10/11世紀、ドイツ西部の貿易の中心地ケルンの商人は、ゾーストやドルトムントを起点とし、エルベ川流域のバルドヴィーク（Bardowick）やマクデブルクに通じる「ヘルヴェーク」（Hellweg）とよばれる貿易ルートにおいて活躍した。
西欧中世都市の重要な仲間団体的組織のひとつ「ギルドには、商人と商人以外の都市上層民が加入しており、通常、ひとつの都市にそのようなギルドがひとつあった。三つのギルドがあったケルン（呉服商兄弟団、大青商人聖ヤコブ兄弟団、ワイン商人兄弟団）は、例外中の例外である」。1074年、ケルンには豊かな商人が600人いたと記録されている。
大司教座の置かれたケルン一帯は、ケルン大司教に帰属する宗教領邦となった。大司教座附属学校（Domschule）がおかれたケルンは、政治のみならず文化の中心となる。特にドミニコ会がおいたケルン大司教管区の神学大学（studium generale et solemne；1248年設立）ではアルベルトゥス・マグヌスやマイスター・エックハルトなど中世の重要な思想家が講義し、スコラ学最大の神学者となるトマス・アクィナスなどが学んだ。マイスター・エックハルトによってケルンはドイツ神秘主義思想の発展に大きくかかわることとなる。上記両校を母体に1388年には市のイニシアティブでケルン大学が創立された。
市と大司教の間の関係は常に良好であったわけではなく、1074年には両者の間に発生した衝突により、大司教は市から逃亡せざるをえない事態に陥っている。一方、市としてはその自立性の確立を目指し、都市印章（Stadtsiegel）を制定し（最も古い使用例1149年）、市の上層部が市の統治のために使用する施設（Bürgerhaus）を設立した（1130年ころの文書）。そして、 13世紀に入ると両者間の緊張関係は先鋭化し、1288年のヴォリンゲン（Worringen）の戦闘でケルン大司教が敗北すると、ケルン市は大司教の「優位」（Vormachtstellung）を最終的に排除し、大司教は拠点都市としてのケルンを失い、 ボンとブリュールが拠点都市としての機能を不十分ながら果たすことになった 。1475年には自由帝国都市（Freie Reichsstadt）と認められた。
ケルンで政治的・社会的に指導的役割を果たしたのが、ドイツ最古にして最強の門閥組合（Patriziergesellschaft）たるケルンの「リッヒャーツェッヒェ」（Richerzeche； A.Glierによると、文字通りには＞Bruderschaft der Reichen＜、邦語では「富者兄弟団、富者クラブ」ほどの意味、現代ドイツ語の感覚では「富者の酒盛り」）である。「それはすでに12世紀に成立し、14世紀末まで一時は突出した権勢を誇っていた。すなわち市長、参事会員、参審人をメンバーに擁し、そのことにより参事会・参審人団を牛耳り、都市役人の人事を決定した」。しかし、中世末期、1369年以降この門閥組合も、門閥間の争いを繰り返すうち次第に勢力を失い、ついに1396年には参事会員が22個のガッフェル（Gaffel）によって選ばれる状態になった。ガッフェルは本来商人の組合（Kaufleutekorporation）であったが、のちにツンフト（Zunft）や自由な会員もその構成員となった。
ケルンは繊維工業、皮革工業、金属加工業の中心地であった。繊維製品では、絹織物や毛織物、金属加工では、刀剣、胸甲等を生産し、1395年には122人もの金細工師・金箔師がいた。金属加工業における関連職種の細分化は著しく、「12世紀の段階で約70あった職種のうち12種、14世紀末には約170種のなかで40近くを占めていた」。そのうち、都市当局が公認していたツンフトは61職種であった。金属加工品は東欧へも輸出していた。中世末期ケルンは4万人の人口を擁するドイツ最大の都市であり、女性も産業・商業の分野で大いに活躍した。中世末期ケルンの輸出ヒット商品は絹であったが、中国から大量に輸入された生糸を高級な生地に織ったのは女性のツンフト（職人組合）であった。その石像が今日ケルン市庁舎の塔を飾っているde:Fygen Lutzenkirchenは、そのような成功した女性ツンフトの象徴的存在である 。
15世紀中頃、人文学者エネア・シルヴィオ（Enea Silvio de’ Piccolomini 1405-1464；1458年からローマ教皇ピウス2世）は神聖ローマ皇帝フリードリヒ3世（在位1440-1493）の政治顧問としてドイツに滞在中、ケルン等の諸都市を見学し、その「経済活動の活発さや市民生活の繁栄」に驚いている。中世の「都市には、都市年代記に関心を寄せる、読み書きのできる広範な読者層が誕生した。この文学的な興味を満たすものに、例えばケルンのいわゆる『ケールホフ年代記』があった」。
ローマ軍営都市としてのケルンは、帝政末期にローマ軍の撤退とともに衰亡し、中世都市ケルンは司教座教会を中心に成立するが、その周辺に市民集落が生まれるのは9世紀ごろで旧ローマ城壁内の半分の地域を占めていた。10世紀には旧ローマ城壁内の全域とライン川沿いの地域にまでそれが広がったが、後者の地に居住する商人は市民相手の商売ではなく北洋商業に活躍していた。対外商業の発展に伴い、市民集落は焼いた餅のように膨張し、12世紀初めにそれを囲む第1次中世城壁（周壁環）の建設が行われた。さらに12世紀末にはそれの外側に第2の城壁（周壁環）が建設され、そこに含まれる面積（400ヘクタール） は旧ローマ市域の4.5倍となった。この市域は18世紀までさしたる発展はなかった。
ケルンの画家の優秀さを示唆する記述が、13世紀初めに活躍したヴォルフラム・フォン・エッシェンバッハの叙事詩『パルチヴァール』にみられるが、とくに14-15世紀には、優れた美術作品（今日においても教会や美術館で鑑賞できる）が生まれ、なかでもシュテファン・ロッホナー（Stephan Lochner）はドイツゴシック絵画の最高傑作を産み出したと言われる。
ケルンはまた、東欧と接触する西欧側の中心地のひとつとして東欧との文化交流において大きな役割を果たした。
ベルギーのブリュージュ等に現存する旧居が世界遺産に登録されていることからも知られているベギン会は俗人と同じように生活し、戒律による共住生活を送ることのない、半聖半俗の修道士・修道女の集まりであったが、「ケルンでは13世紀から14世紀にかけて100前後の宿舎が建てられており、すくなくとも1,000人の未婚女性の収容能力があった」。
1510年頃にはじめて出版されたドイツの民衆本『ティル・オイレンシュピーゲルの愉快ないたずら』の第79話と80話は、主人公が宿の主人をやりこめる小噺だが、その町がケルンとされている。

### 近世
三十年戦争後、一時期衰微をみたケルンであったが、その後次第に復興し、19世紀にはケルン大聖堂の増築と完成を見るに到る。ケルン大聖堂の完成の大きな要因はヨハン・ヴォルフガング・フォン・ゲーテも関係したゴシック様式の見直し、いわゆるゴシック・リヴァイヴァルである。しかしこの動きは必ずしも宗教的権力の強化を意味しない。フランス革命後の世俗化傾向は、選帝侯制度の廃止のみならず、宗教領邦としてのケルン大司教座領の廃止に帰着する。以後ケルンは、ライン川流域の一世俗都市として、商業の中心地として繁栄していく。
1794年、ケルンはフランスに占領され、1801年のリュネヴィルの和約で正式に併合された。しかし、1815年のパリ条約でケルンはプロイセンに割譲された。

### 近代

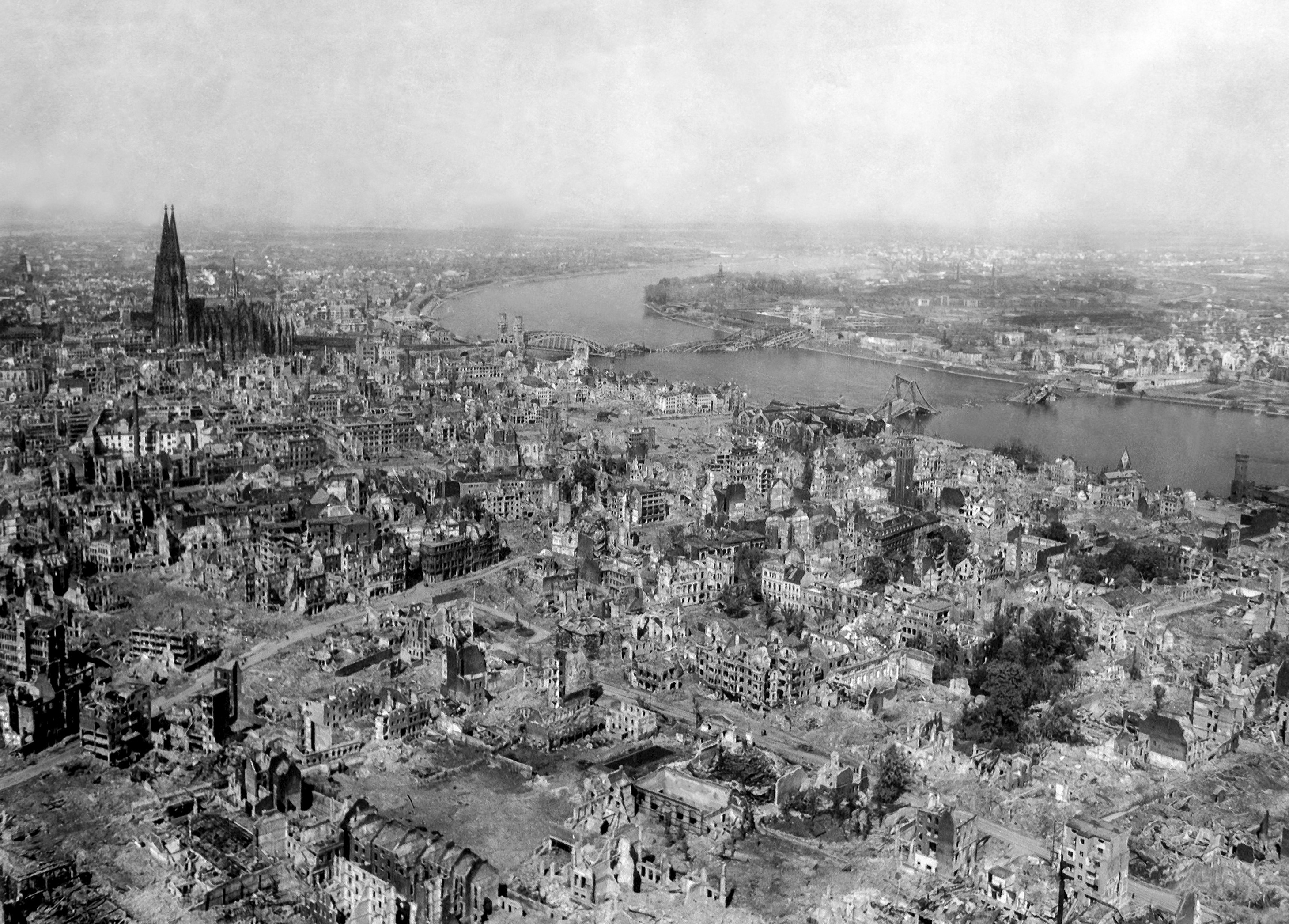
第二次世界大戦による荒廃

1848年、エンゲルスとマルクスはケルンで急進的な新聞『新ライン新聞』(Neue Rheinische Zeitung) を発刊した。1880年にケルン大聖堂が完成した。第一次世界大戦の後、1926年までイギリス陸軍ライン軍団に占領された。ヴェルサイユ条約でラインラントの非武装化が定められたため、1917年からケルン市長になったコンラート・アデナウアーは古い城壁を取り払って緑地帯にし、ケルン大学を再建、フォードやシトロエンなど外国企業を誘致し、メッセやドイツ最初のアウトバーンを建設してケルンをドイツ一の産業都市として振興した。

### 現代
第二次世界大戦に際しては、激しい空爆を受けてケルン市内の9割の建造物が破壊された。1945年3月からは市内に立て篭もって抵抗を続けるドイツ軍とアメリカ合衆国軍との間で激しい市街戦となり、3月5日陥落した。しかし、ケルン大聖堂だけは奇跡的にも完全には崩壊せず、絶望の淵に陥っていた市民に希望を持たせた。その後ケルンは復興を果たし、今日へと至る。2015年にはケルン大晦日集団性暴行事件が起きドイツに衝撃を与えた。

## 人口統計
現在ケルンの人口はおよそ110万人で、ドイツで4番目に大きい都市となっている。ノルトライン＝ヴェストファーレン州の1番大きな都市であり、西部ドイツ放送（WDR）が戦後ケルンで結成され、多くの雇用を生み出した。その後多くのテレビ局やラジオ局がケルンに本社を置き、ケルンはメディア文化の中心地となった。ケルンは2010年に人口100万を得て、ドイツの100万を超える都市の一つとなった。ケルンは国際的な都市で主にトルコ人が多く、およそ6万人のトルコ人市民が住み、ベルリンに続いてドイツで2番目に大きいトルコ人コミュニティがある。その他にもイタリア人や旧ユーゴスラビア人の数も多い。ケルンはローマ帝国の時代から存在し、その時から大都市として知られる。ケルンは1910年に50万を超え、1960年に80万、2010年に100万を超えた。

## 政治

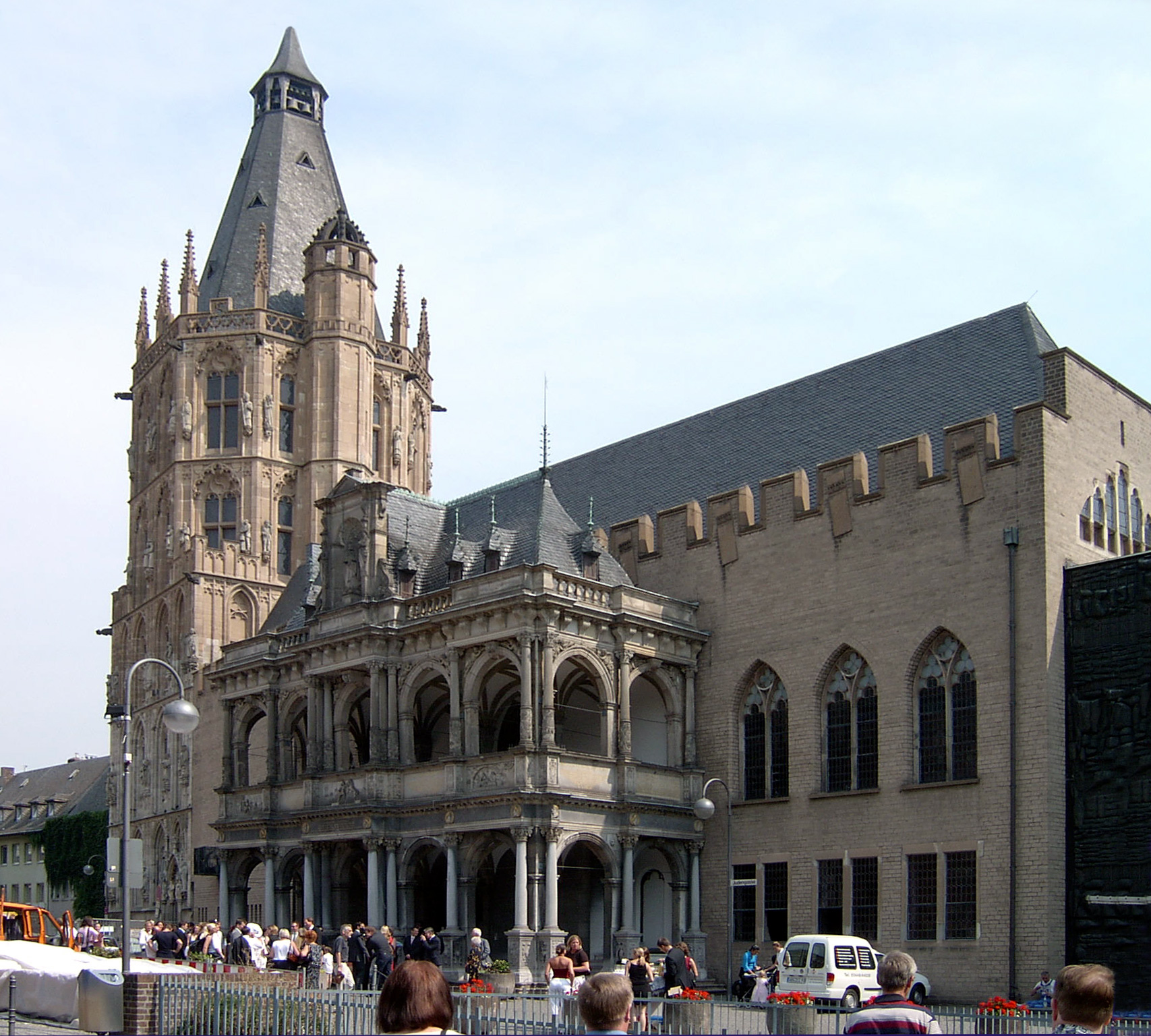
ケルン市役所

カトリックの影響が強いケルンでは、ドイツ帝政期からワイマール期にかけて中央党が支持されてきたが、第二次世界大戦後には中央党を母体に結成されたドイツキリスト教民主同盟（CDU）からドイツ社会民主党（SPD）に政治的な多数派は移っていった。SPDによる統治は40年以上にわたって続き、一時期には市議会における絶対的多数を占めていた。また近年では同盟90/緑の党が勢力をのばしており、2020年の市議会選挙でははじめて第1党となっている。

### 市長

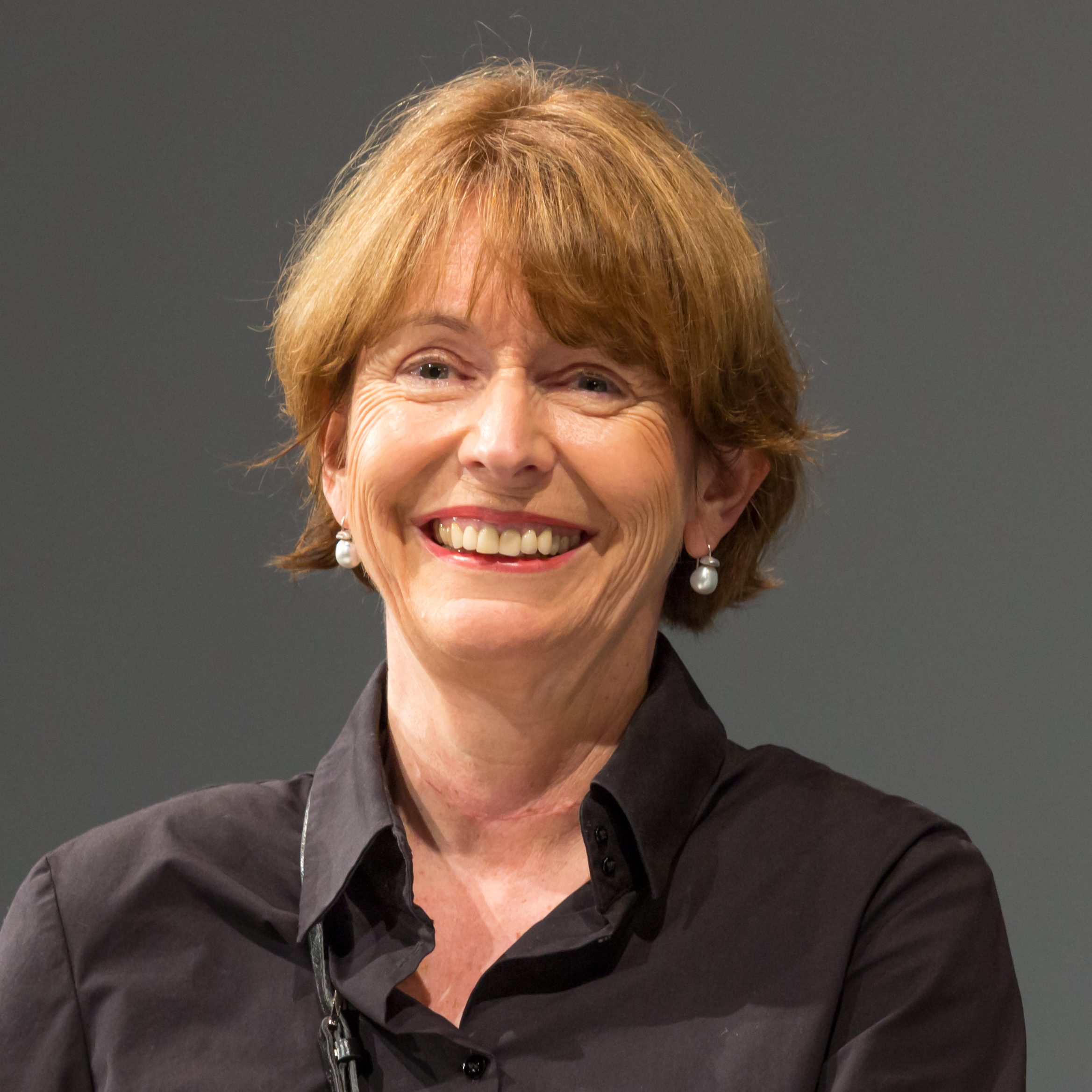
ヘンリエッテ・レーカー ケルン市長

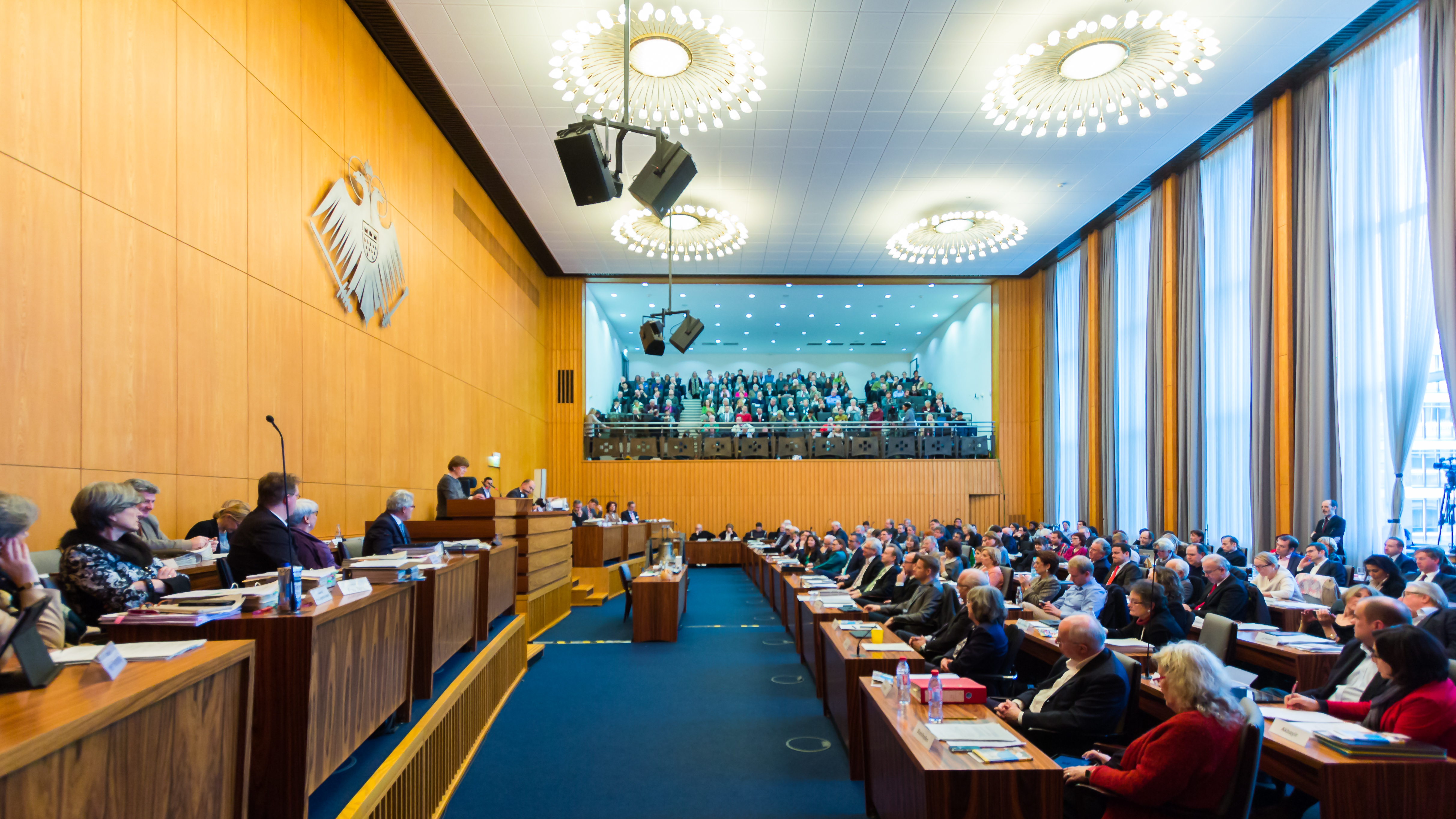
ケルン市議会の議場で市長就任の宣誓をするレーカー市長

第二次世界大戦後にイギリスに占領統治されていたケルンでは、イギリスの影響を受けた地方自治制度となっていた。市民から直接選挙された市議会が、名誉職の市長 (Bürgermeister)を選任し、この市長が市議会議長を兼ねており対外的に地方自治体を代表し、これとは別に、市議会によって選任された事務総長（Stadtdirektor）が行政機関を指揮する二頭体制となっていた。しかし、1999年にはこの二頭体制が廃止され、市長が市議会議長と行政機関の長である事務総長を兼ねることとなり、さらに市民からの直接選挙によって選出されることとなった。
現在のケルン市長は、ヘンリエッテ・レーカーが務める。2015年の市長選挙で、キリスト教民主同盟（CDU）、自由民主党（FDP）及び同盟90/緑の党の支持を受けて立候補し、52.66%の得票を獲得し当選。レーカーは2020年の市長選で再選し、現在市長の2期目である。
- 1945年: コンラート・アデナウアー （CDU）
- 1945年: ウィリー・スース（ドイツ語版） （CDU）
- 1945年-1948年: ヘルマン・ ピュンダー（ドイツ語版） （CDU）
- 1948年: エルンスト・シュヴェリーン（ドイツ語版） （CDU）
- 1948年-1949年: ローベルト・ゲーリンガー（ドイツ語版） （SPD）
- 1949年-1950年: エルンスト・シュヴェリーン （CDU）
- 1950年-1951年: ローベルト・ゲーリンガー （SPD）
- 1951年-1956年: エルンスト・シュヴェリーン （CDU）
- 1956年-1973年: テオ・ブラウエン（ドイツ語版） （SPD）
- 1973年-1980年: ジョン・バン・ネス・ツィーグラー（ドイツ語版） （SPD）
- 1980年-1999年: ノルベルト・ベルガー（ドイツ語版） （SPD）
- 1999年-2000年: ハリー・ブルム（ドイツ語版） （CDU）
- 2000年-2009年: フリッツ・シュランマ（ドイツ語版） （CDU）
- 2009年-2015年: ユルゲン・ロータース（ドイツ語版） （SPD）
- 2015年-: ヘンリエッテ・レーカー （無所属）

### 市議会

ケルン市議会の勢力図（2020年現在）

ケルン市議会は90人の議員によって構成される。2020年に実施された市議会選挙での各党の「得票率／獲得議席数(前回2014年選挙からの増減)」は以下の通りとなる。
- 同盟90/緑の党 (GRÜNE)　28.5%／26議席(+8)
- ドイツ社会民主党 (SPD)　21.6%／19議席(-8)
- ドイツキリスト教民主同盟 (CDU)　21.5%／19議席(-5)
- 左翼党 (Linke)　6.5%／6議席(+0)
- 自由民主党 (FDP)　5.3%／5議席(+0)
- ボルト党 (Volt)　5.0%／4議席(新党)
- ドイツのための選択肢 (AfD)　4.4%／4議席(+1)
- パルタイ (PARTEI)　2.5%／2議席(+2)
- 諸派 5議席

## 交通

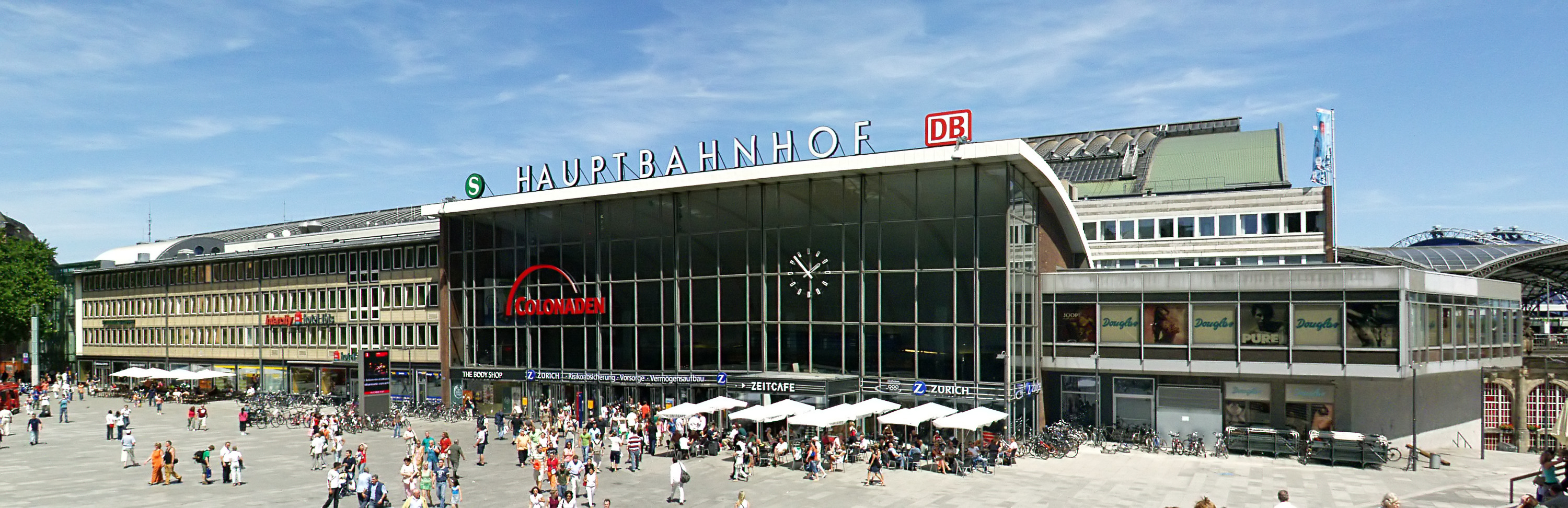
ケルン中央駅

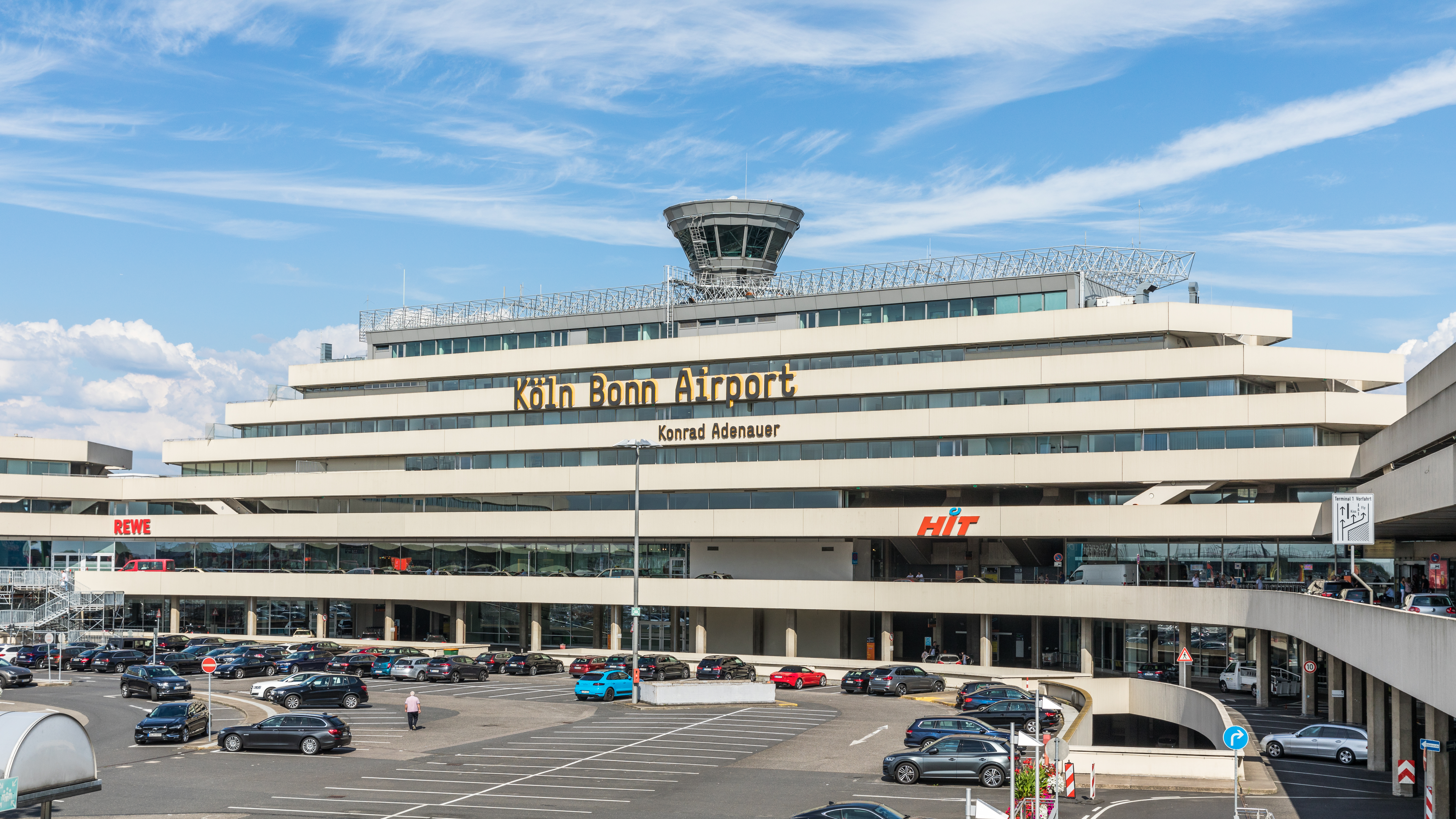
ケルン・ボン空港

### 鉄道
- ドイツ鉄道ケルン中央駅
- ケルンLRT

### 航空
- ケルン・ボン空港

この他、ドイツ最大手の航空会社であるルフトハンザドイツ航空は本社をケルンに置いている。

## 観光名所

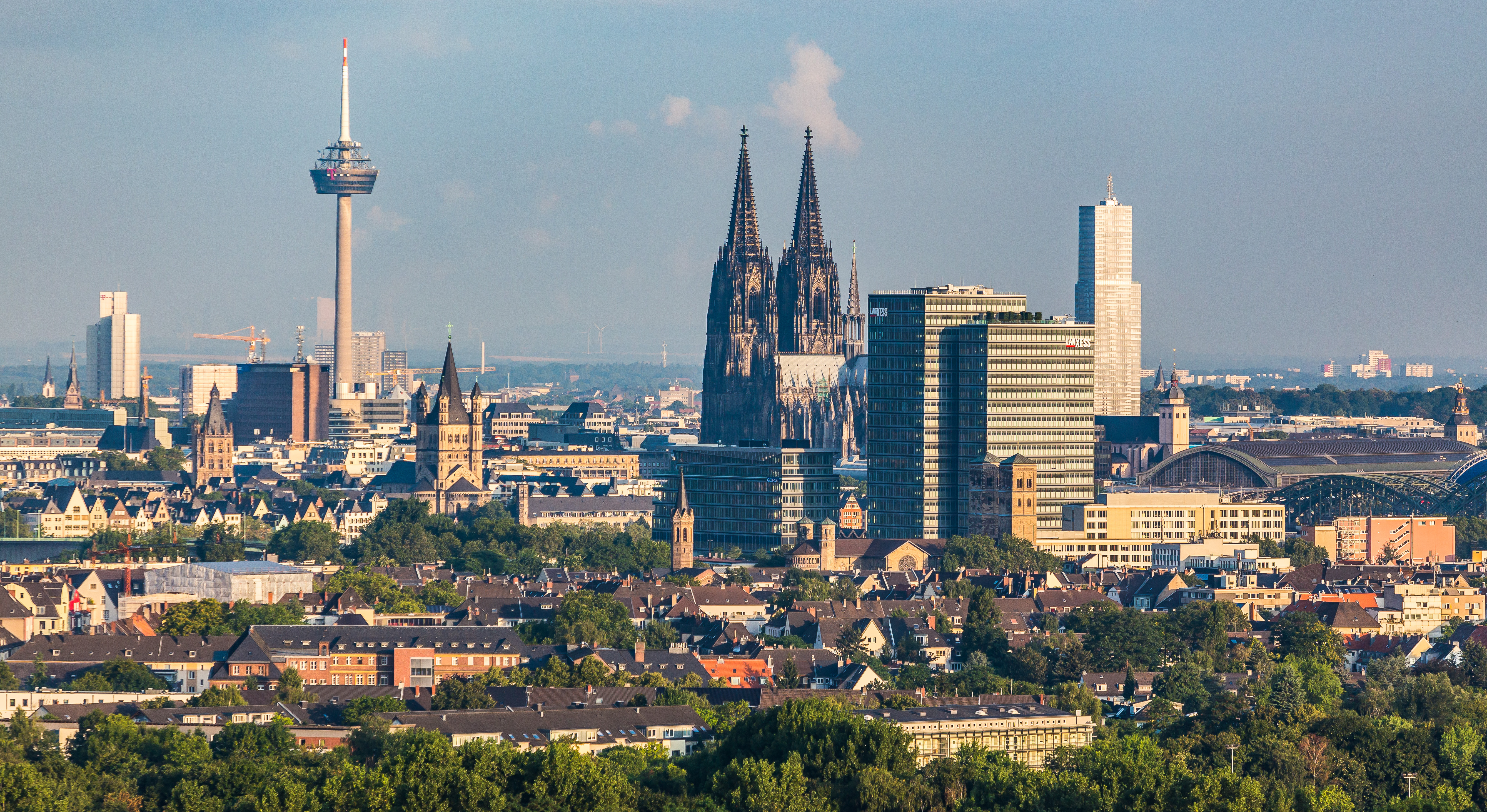
ケルン　2013年

ケルン市内中央部は、第二次大戦の空爆と市街戦によりほとんどの建物が破壊されたため、市街地は1950年代に戦前の通りの名や建物を受け継いで再興された。いくつかの戦前の建物も残っており、市内の名所となっている。
- ケルン大聖堂 (Kölner Dom): 1248年に着工し宗教改革で中断、500年以上の年月を経て1880年に完成した、ケルンの町のシンボル。ユネスコ世界遺産にも登録されている。
- ロマネスク教会 (St. Gereon, St. Pantaleon, St. Maria im Kapitol, Groß St. Martin, St. Aposteln)[51]
- ケルン・メッセ
- ヴァルラフ＝リヒャルツ美術館 (Wallraf-Richartz-Museum)
- ローマ・ゲルマン博物館 (Römisch-Germanisches Museum)：酒神ディオニュソスを描くモザイクの床をもつローマ人の館の上に建設。紀元30－40年頃の高さ15メートルと大きな墓碑等の展示品はもちろん、酒神のモザイク画も必見[52]。
- チョコレートミュージアム (Schokoladenmuseum):「Imhoff-Stollwerck-Museum」が公式の名。
- ホーエ通り (Hohe Straße): 市内中央部のショッピングストリート。
- ローマ人の塔 (Römerturm): 紀元50年にローマ人が築いたケルン市壁の見張りの塔。完全な形で残っている。

## 宗教

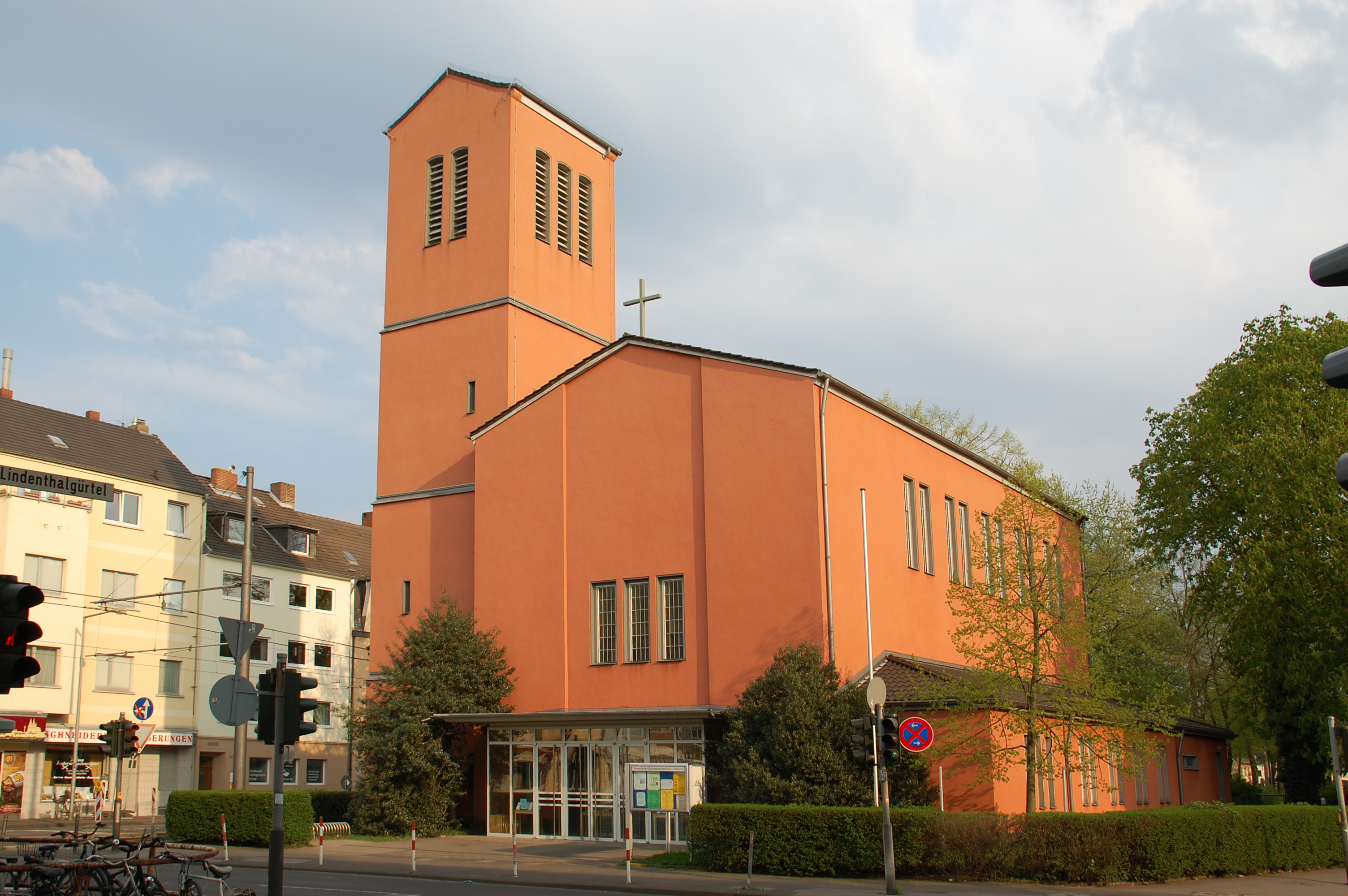
パウル・ゲルハルト教会(福音主義教会)

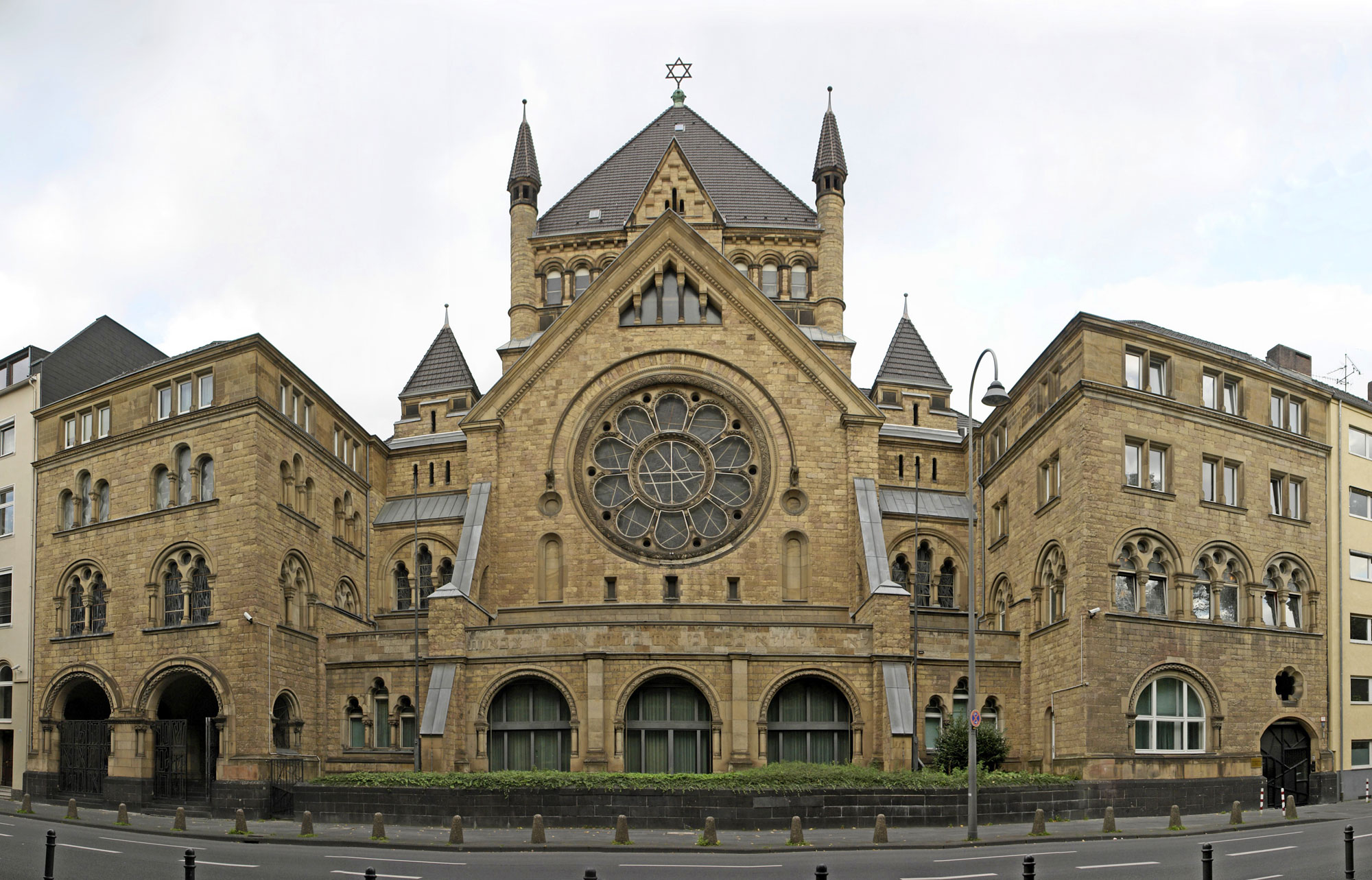
ケルン・(ユダヤ教)シナゴーグ、2006年

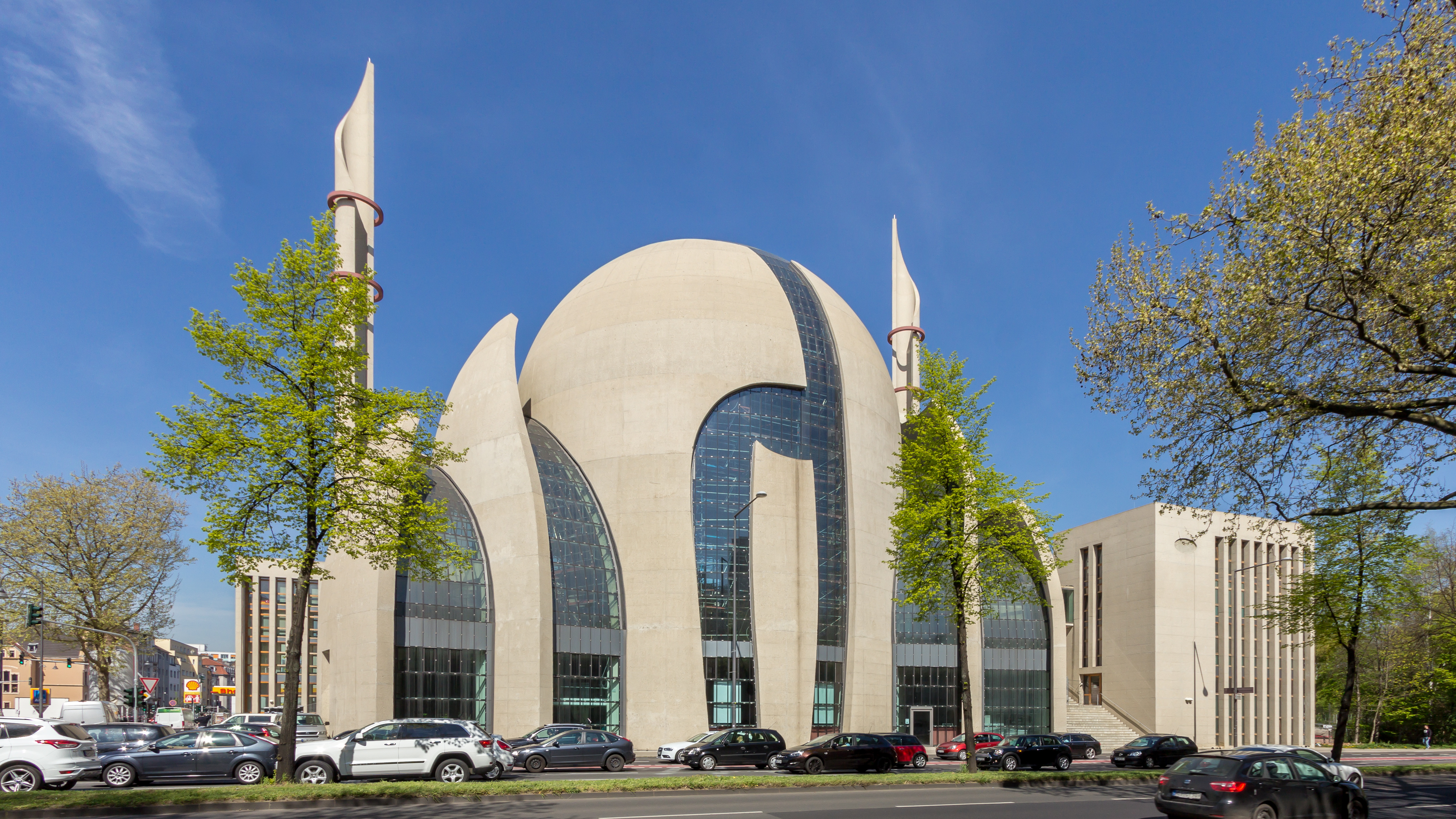
ケルン中央モスク

ケルンではラインラント地方と同様に歴史的にローマ・カトリック教会が多数派である。ラインラント地方のベルギッシュラントの一部とニーダーラインの一部の都市デュースブルクとメールスはドイツ福音主義教会(EKD)に加盟しているラインラント福音主義教会が多数派である。2014年末の統計によると、ケルン市民の36.3%(約420,000人－ケルン市のみ)がローマ・カトリック教徒であり、15,9%(約299,000人－ケルン市と周辺を含む) がラインラント福音主義教会に属し、47.8%がイスラム教、ユダヤ教等のキリスト教以外の宗教、もしくは無宗教、無神論者である。
1933年には約18,000人のユダヤ教徒のケルン市民がいたが、ナチス政権時代において約8,000人が殺害された。今日、ケルン市内のユダヤ教シナゴーグには4,850人超のユダヤ教徒が属している。
イスラム教徒はケルン市内に約120,000人(約11%)に居住しており、モスク(イスラム礼拝所)が45か所ある。さらに巨大なイスラム礼拝所ケルン中央モスクが2017年に完成した。
ドイツの他の大都市と同様に、ローマ・カトリック教会大聖堂があるケルンにおいてもキリスト教離れが進行し、宗教多元化状況が生じており、もはやキリスト教は絶対的な存在ではない。なお、ケルンで福音主義教会信徒が市民権を完全な形で認められたのは1797年であった。

## 文化

### 学術
- ケルン大学
- ケルン音楽舞踊大学

### スポーツ
- ブンデスリーガ所属のプロサッカークラブである1.FCケルンの本拠地。ラインエネルギーシュタディオンを本拠地とする。
- バスケットボール・ブンデスリーガ（ドイツプロバスケットボールリーグの1部）に所属するケルン・ナインティナイナーズの本拠地。ランクセス・アレーナを本拠地とする。
- 2006年ドイツ FIFAワールドカップの開催都市の一つであり、シュタディオン・ケルン（ラインエネルギーシュタディオン）にて試合が行われる。
- トヨタ自動車のWEC及びWRC活動の拠点であるトヨタ・モータースポーツ GmbHが存在する。ここでは欧州におけるモータースポーツ活動拠点・市販車パーツやモータースポーツ関連の設計開発製造請負などの業務も行っている。
- 2010年、同性愛者が集う、ゲイゲームズが開催。公式サイト

### 美術

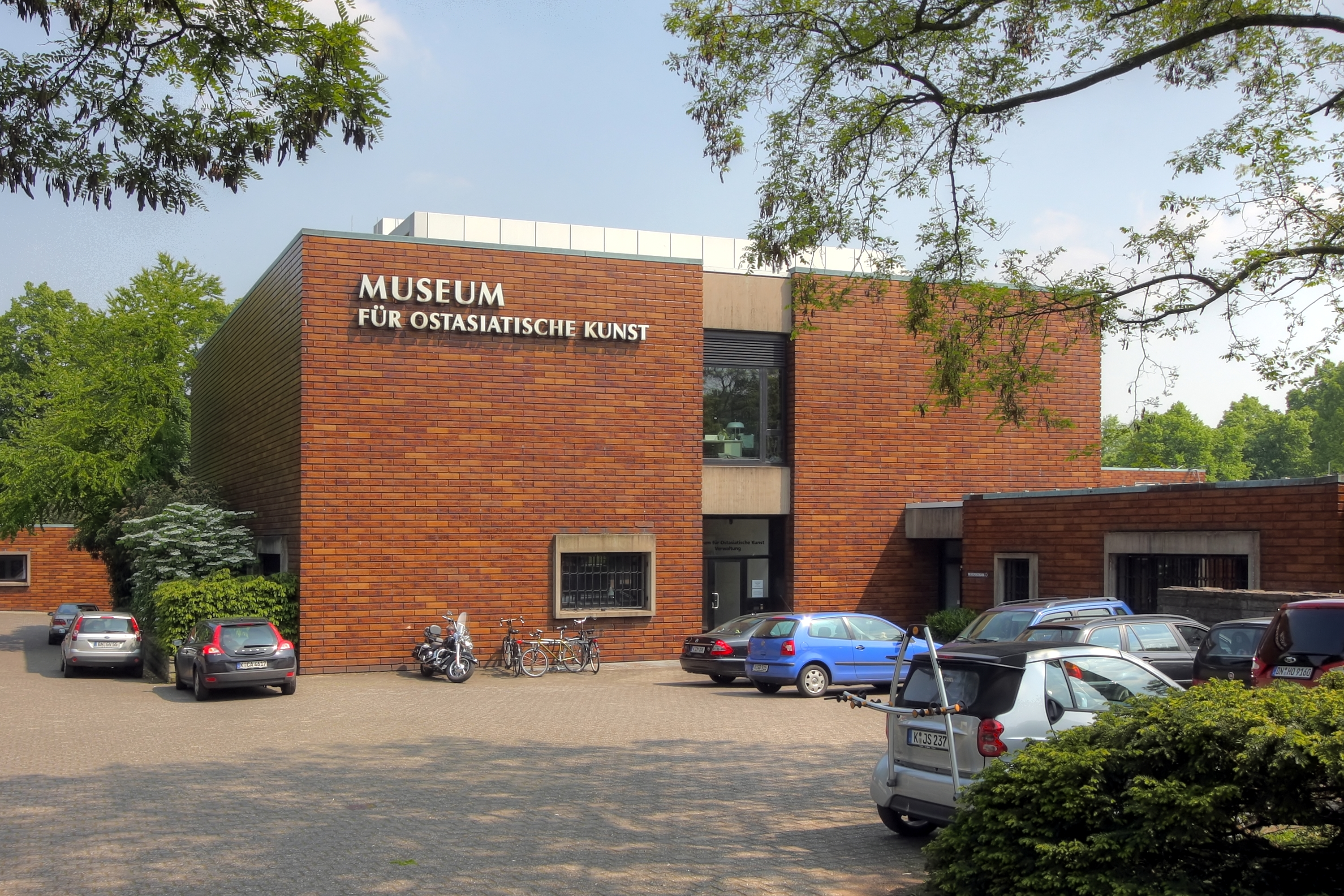
東洋美術館。現在の建物は前川国男の設計。

- ルートヴィヒ美術館　20世紀美術のコレクションが豊富なことで知られる美術館で、世界最大級のピカソコレクションが収蔵されている。
- ヴァルラフ・リヒャルツ美術館
- ケルン市立東洋美術館(Museum für Ostasiatische Kunst) - 美術収集家のアドルフ・フィッシャー（初代館長）と妻フリーダのコレクションをもとに1913年に作られた。アドルフは1892年に世界旅行で初来日し、1897年には新婚旅行でインド・香港・台湾経由で再来日、以降二人とも10年にわたり幾度か日本を訪れ、ケルン市の援助で美術館を設立した。当初は二人が集めた日本美術がほとんどだったが、徐々に朝鮮と中国の作品も加えられた。夫婦とも『明治日本印象記―オーストリア人の見た百年前の日本』、『明治日本美術紀行　ドイツ人女性美術史家の日記 』の邦訳著書がある。

### 音楽

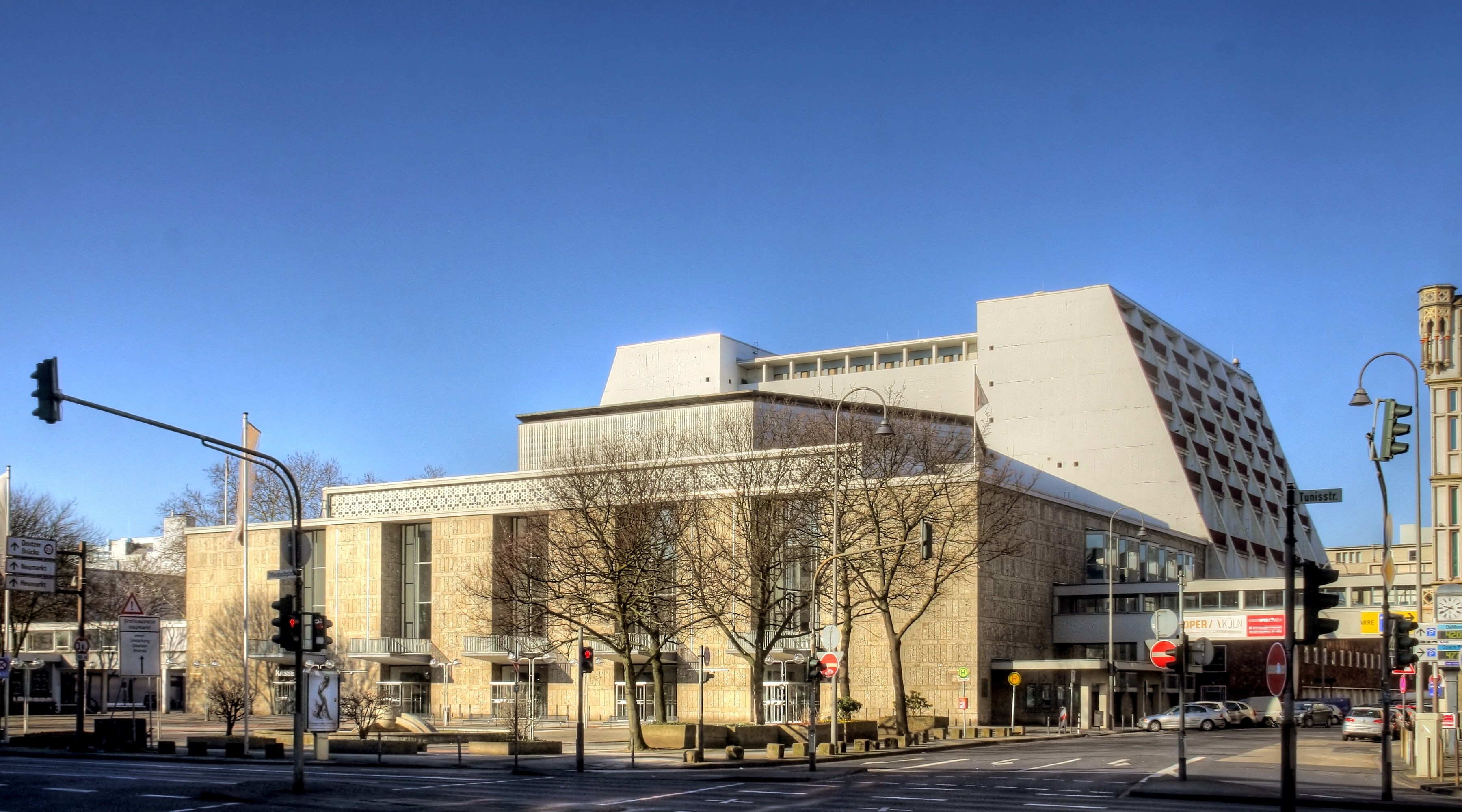
ケルン歌劇場

- ケルン歌劇場（ドイツ語版）
- ケルン・ギュルツェニヒ管弦楽団
- ケルンWDR交響楽団
- ケルン放送管弦楽団

### デュッセルドルフとの関係
ノルトライン＝ヴェストファーレン州の州都であるデュッセルドルフとケルンの間には激しい地域の対抗心があると言われている。対抗意識にはカーニバルのパレードやサッカー、ビールなどがある。ケルンの人々はケルシュを好むが、デュッセルドルフの人々はアルトビールを好んでいる。ケルンでアルトを、デュッセルドルフでケルシュを注文すると、軽蔑や嘲笑を受ける。このライバル関係は愛憎関係として表現されている。

### その他
- ARD加盟の公共放送・西部ドイツ放送（WDR, Westdeutscher Rundfunk）の本局はケルンに置かれている。
- ケルン・ボン地域最大の日刊紙・ケルン市アンツァイガーの本部はケルンにある。
- テュネスとシェール
- ケルン語
- ケルンゆかりの伝説上の人物・キャラクターとして有名なのが聖ウルズラとハインツェルメンヒェンである。

聖ウルズラ（St. Ursula）は、「ケルンにおいて聖地ローマ巡礼の帰路に11,000人の侍女たちと共に殉教したとされる」聖女であり、彼女のために建てられた教会が聖ウルズラ教会である。なお、市の紋章の、いわゆる東方の三博士を表わす3個の王冠の下に描かれた11個の黒い点は、この殉教の処女たちに因むものと言われている。
ハインツェルメンヒェン（de:Heinzelmännchen）は、グリム兄弟編『ドイツ伝説集』伝説150番≫Die Füße der Zwerge≪ 等と似たグリム童話「小人に仕事をやってもらった靴屋の話」(Von dem Schußter, dem sie die Arbeit gemacht.)  をもとにde: Ernst Weyden (1805–1869) がケルンを舞台にする話を作り、それをさらにde: August Kopisch (1799–1853)がバラードにした小人の話である。夜分、人に見られない間に仕事をしてくれるケルンの小人の話はドイツ人なら誰でも知っている。ローマ・ゲルマン博物館の近くに「ハインツェルメンヒェン噴水」がある。マインツから放送されるドイツの公共放送 ZDF（第2ドイツテレビ）の人気キャラクター「マインツェルメンヒェン」（Mainzelmännchen）はケルンの「ハインツェルメンヒェン」を踏まえたものである。
1839年に結成されたLiterarische Gesellschaft Köln （「ケルン文学協会」）の初代会長に指名されたヨハネス・ファステンラート（Johannes Fastenrath ; 1839-1908）は、Kölner Blumenspiele（「ケルン花試合」）を発足させた。これは、一種の詩の競技で、毎年選ばれる花の女王に対して、選抜された詩人らがセレナーデを捧げ、女王によって賞を授けられるという趣向で、1898年から1914年まで続いた。トーマス・マンは長篇小説『大公殿下』（Königliche Hoheit）の中に、この催しを模したエピソードを織り込んでいる。

## 姉妹都市

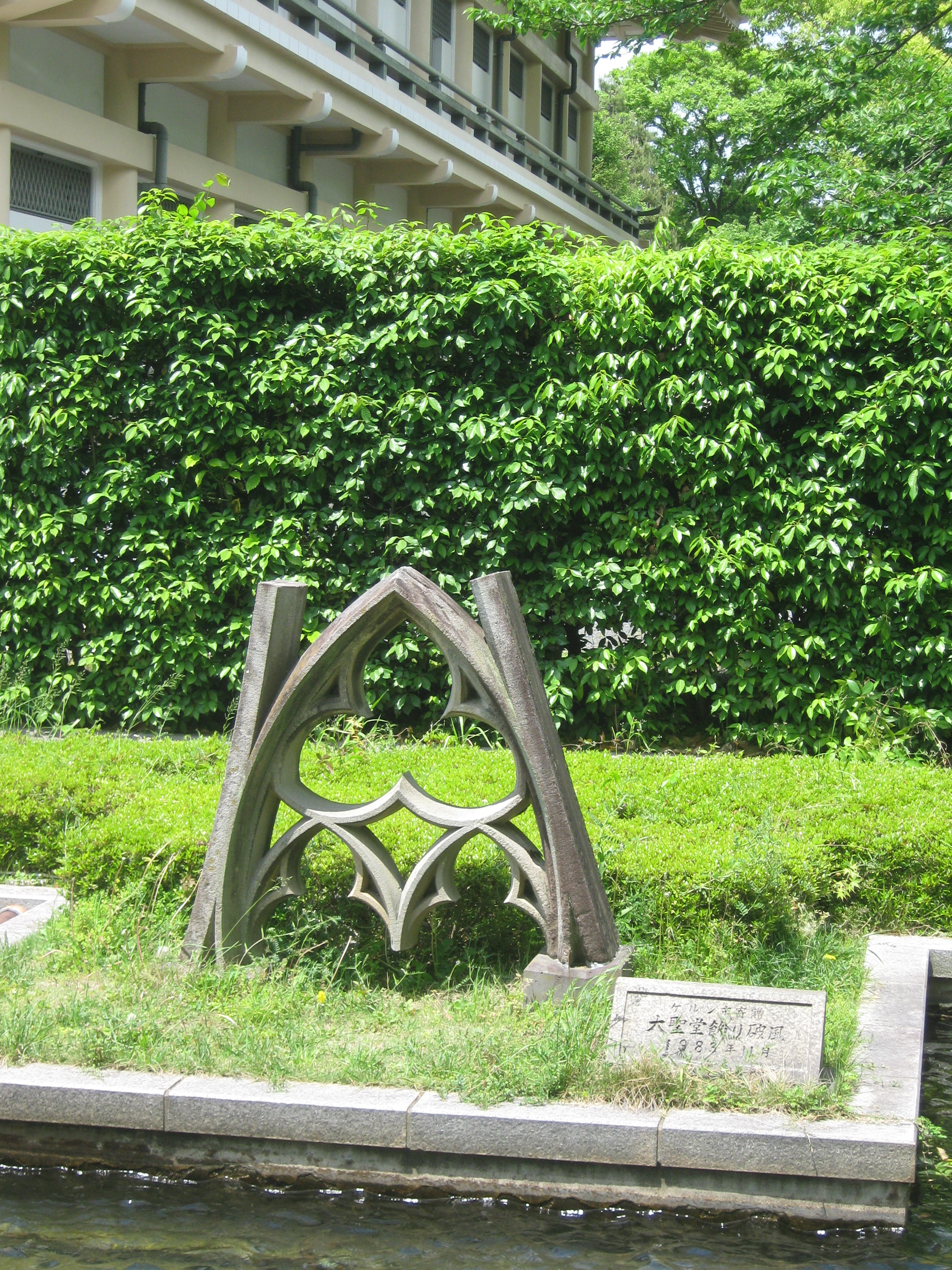
ケルン市の姉妹都市である京都市に寄贈された大聖堂飾り破風、京都市左京区岡崎公園

| - リヴァプール（イギリス）1952年 - エシュ＝シュル＝アルゼット（ルクセンブルク）1958年 - リール（フランス）1958年 - リエージュ（ベルギー）1958年 - ロッテルダム（オランダ）1958年 - トリノ（イタリア）1958年 - 京都市（日本）1963年 - チュニス（チュニジア）1964年 - トゥルク（フィンランド）1967年 - ベルリン・ノイケルン区（ドイツ）1967年 - クルージュ＝ナポカ（ルーマニア）1976年 - テルアヴィヴ＝ヤッファ（イスラエル）1979年 - バルセロナ（スペイン）1984年 | - 北京（中華人民共和国）1987年 - テッサロニキ（ギリシャ）1988年 - コーク（アイルランド）1988年 - コリント / エル・レアレハォ（ニカラグア）1988年 - インディアナポリス（アメリカ）1988年 - ヴォルゴグラード（ロシア1988年 - ベルリン・トレプトウ＝ケーペニック区（ドイツ）1990年 - カトヴィツェ（ポーランド）1991年 - ベツレヘム（パレスティナ）1996年 - イスタンブール（トルコ）1997年 - リオデジャネイロ（ブラジル）2011年 |

他の市町村との合併を通じて、ケルン市は以下の都市とも姉妹都市関係にある。
- ベンフリート (Benfleet) / キャスル・ポイント (Castle Point), ダンステブル (Dunstable)（イギリス）
- イニィー (Igny), ブリーヴ＝ラ＝ガイヤルド (Brive la Gaillarde), アーズブルック (Hazebrouck)（フランス）
- ディーペンベーク (Diepenbeek)（ベルギー）
- アイゲルスホーフェン (Eygelshoven)（オランダ）

## 出身の有名人
- アニリール・セルカン - 元・東京大学助教
- コンラート・アデナウアー - 政治家
- シャル・フォン・ベル - イエズス会の宣教師
- ハインリヒ・コルネリウス・アグリッパ - 魔術師
- 小アグリッピナ - ローマ帝国ユリウス＝クラウディウス朝の皇族
- マルクス・バイエル - ボクサー
- ハインリヒ・ベル - 作家
- マックス・ブルッフ - 作曲家
- アレックス・カラトラバ - テニス選手
- フロリアン・ヘンケル・フォン・ドナースマルク - 映画監督
- マックス・エルンスト - 画家・彫刻家
- アンジェラ・ゴソウ - アーチ・エネミーのボーカル
- ウド・キア - 俳優
- ウーヴェ・クルップ - アイスホッケー選手
- オットマー・リーバード - ギタリスト
- ジャック・オッフェンバック - 作曲家
- ニコ - 歌手・女優・ファッションモデル
- ユルゲン・リュットガース - 政治家
- マルクス・シュトックハウゼン - トランペット奏者
- ドロテー・ゼレ - 福音主義(ルター派)神学者
- フランク・シェッツィング - 小説家
- キルステン・ボルム - 陸上競技選手（ケルン生まれ、シェーセル出身[58]）
- ベンヤミン・ヘンリヒス - サッカー選手
- キム・ペトラス - 歌手・女優